# Walter Dick
Walter Dick (Kirkintilloch, 20 settembre 1905 – Lafayette, 24 luglio 1989) è stato un calciatore scozzese naturalizzato statunitense, di ruolo attaccante.

## Carriera
Prese parte ai mondiali del 1934 con la Nazionale statunitense.